# Route nationale 7 (Djibouti)
Pour les articles homonymes, voir Route nationale 7.
La route nationale 7 est une route nationale djiboutienne d'environ 60 kilomètres permettant de connecter l'ouest de Dikhil (au niveau de la RN 6) à Yoboki (au niveau de la RN 1).